# Odontodrassus yunnanensis
Odontodrassus yunnanensis är en spindelart som först beskrevs av Schenkel 1963.  Odontodrassus yunnanensis ingår i släktet Odontodrassus och familjen plattbuksspindlar. Inga underarter finns listade i Catalogue of Life.